# 阿拉伯复兴社会党—苏丹组织
阿拉伯复兴社会党—苏丹组织（阿拉伯语： Hizb Al-Ba'ath Al-'Arabī Al-Ishtirākī - Tanẓīm fi Al-Sūdān) 是位于阿拉伯叙利亚共和国大马士革总部的由敘利亞主導的阿拉伯復興社會黨的苏丹地区分支。
在20世纪80年代，该党被称为“阿拉伯复兴社会党—苏丹组织”（区别于接受伊拉克主導的阿拉伯復興社會黨支持的阿拉伯复兴社会党—苏丹地区）。该党对1986年大选作为苏丹进步民族阵线的一部分提出质疑。
该党于2009年2月5日至6日在喀土穆举行了第三次苏丹地区代表大会。大会选举穆塔斯法·亚辛为区域秘书，11名成员为区域指挥官，23名成员为中央委员会成员。 大会表示，该党寻求与全国大会党的合作，以形成一个国家阵线。该党坚决反对南苏丹独立。